# TMEM202
TMEM202 (англ. Transmembrane protein 202) – білок, який кодується однойменним геном, розташованим у людей на 15-й хромосомі. Довжина поліпептидного ланцюга білка становить 273 амінокислот, а молекулярна маса — 31 353.
| 10         |  | 20         |  | 30         |  | 40         |  | 50         |
| ---------- |  | ---------- |  | ---------- |  | ---------- |  | ---------- |
| MERREHLTLT |  | FHSPEVPKIK |  | GNRKYQRPTV |  | PAKKHPSASM |  | SCQRQQQLMD |
| QAHIYIRTLC |  | GSLCSFSLLM |  | LIAMSPLNWV |  | QFLVIKNGLE |  | LYAGLWTLCN |
| HELCWSHTPK |  | PPYYLQYSRA |  | FFLISVFTIL |  | TGLGWLFSSW |  | ILNRGSMTTN |
| LDLKVSMLSF |  | ISATCLLLCL |  | NLFVAQVHWH |  | TRDAMESDLL |  | WTYYLNWCSD |
| IFYMFAGIIS |  | LLNYLTSRSP |  | ACDENVTVIP |  | TERSRLGVGP |  | VTTVSPAKDE |
| GPRSEMESLS |  | VREKNLPKSG |  | LWW        |  |            |  |            |

A: Аланін

C: Цистеїн

D: Аспарагінова кислота

E: Глутамінова кислота

F: Фенілаланін

G: Гліцин

H: Гістидин

I: Ізолейцин

K: Лізин

L: Лейцин

M: Метіонін

N: Аспарагін

P: Пролін

Q: Глутамін

R: Аргінін

S: Серин

T: Треонін

V: Валін

W: Триптофан

Локалізований у мембрані.